# Agneta Wrede
Agneta Wrede, född den 12 november 1674, död den 23 juli 1730, var en svensk godsägare. Hon var dotter till det kungliga rådet greve Fabian Wrede och Brita Cruus af Gudhem.
Wrede gifte sig 1693 med överstelöjtnanten Axel Johan Lillie (1666–1696) och fick 1695 med honom en dotter, Hedvig Catharina.
I morgongåva erhöll hon godset och slottet Löfstad i Östergötland. Vid 21 års ålder blev hon änka, varefter hon skötte sin egendom med kraft och självmedvetenhet under 35 år till sin död. Bland annat förvaltade hon de Wredeska stipendierna, en gåva på över 10 000 daler silvermynt som överlåtits åt Uppsala akademi. Hon lät också uppföra det södra vapenhuset och trapphuset till Klara kyrka, som stod färdigt 1726 och pryds av vapnen för ätterna Wrede och Lillie. Hon genomdrev att Löfstad 1699 fick patronatsrätt i Kimstads kyrka. 
Agneta Wrede är begravd i undre valvet i Kimstads kyrka.